# غاوس (فيروس)
غاوس (بالإنجليزية: Gauss)‏ فيروس معقد من نوع حصان طروادة يقوم بالتجسس الإلكتروني ويستهدف بالدرجة الأولى القطاع المصرفي في لبنان، وهو أول فيروس مدعوم حكومياً للتجسس على القطاع المصرفي.